# Кокшетауська область
Кокчетавська область/Кокшетауська область — адміністративна одиниця Казахської РСР (1944–1991) й Республіки Казахстан (1991–1997). Адміністративний центр — Кокчетав.

## Географія
Кокчетавська область розміщувалась у північній частині сучасного Казахстану, на кордоні Західно-Сибірської рівнини й Казахського дрібносопочника. На північному сході межувала з Омською областю РРФСР.

## Історія

Карта адміністративного поділу Казахської РСР у 1959 році

Кокчетавська область утворена 15 березня 1944 року з південних районів Північноказахстанської області та північних районів Акмолинської області:
- зі складу Північноказахстанської області
  - Айртауський район
  - Келлеровський район
  - Кзил-Туський район
  - Кокчетавський район
  - Червоноармійський район
  - Чкаловський район
- зі складу Акмолинської області
  - Арик-Балицький район
  - Енбекшильдерський район
  - Зерендинський район
  - Рузаєвський район
  - Щучинський район

14 червня 1950 року село Дубровинський Жовтневого району Північноказахстанської області передано до складу Айртауського району. 17 грудня 1954 року Кіровська селищна рада Радянського району Північноказахстанської області була передана до складу Чкаловського району Кокчетавської області. 15 квітня 1958 року до складу Прісновського району передано село Сабіт Прісногірковського району Кокчетавської області.
27 травня 1960 року зі складу радгоспу Булаєвський Булаєвського району Північноказахстанської області до складу радгоспу імені Кірова Червоноармійського району Кокчетавської області передано територію площею 6 км²; взамін до складу радгоспу Булаєвський Булаєвського району з радгоспу імені Кірова передано 4 км², з радгоспу Совєтський — 2 км².
26 грудня 1960 року Кокчетавська область увійшла до складу новоствореного Цілинного краю.
2 січня 1963 року до складу новоствореного Тимірязєвського району Північноказахстанської області увійшла частина Рузаєвського району.
З 16 грудня 1991 року у складі Республіки Казахстан. 1992 року область перейменована на Кокшетауську.
2 травня 1997 року в межах області було ліквідовано 8 районів:
- Арикбалицький район — увійшов до складу Айиртауського району
- Валіхановський район — розділений між Кзилтуським та Єнбекшильдерським районами
- Келлеровський район, Чкаловський район — увійшли до складу Красноармійського району
- Кокшетауський район — увійшов до складу Зерендинського району
- Ленінградський район — увійшов до складу Ленінського району
- Рузаєвський район, Чистопольський район — увійшли до складу Куйбишевського району

Того ж 2 травня 1997 року Кзилтуський район перейменовано в Уаліхановський, Красноармійський район — в Тайиншинський, Куйбишевський район — в Цілинний, Ленінський район — в Акжарський.
3 травня 1997 року область була ліквідована та увійшла до складу Північноказахстанської області: 8 районів та місто Кокшетау.

## Населення
За результатами Всесоюзного перепису населення 1989 року населення Кокчетавської області становило 664282 особи.
- міське — 259 788 ос. (39,1 %)
- сільське — 404 494 ос. (60,9 %)

- чоловіків — 324 048 ос. (48,8 %)
- жінок — 340 234 ос. (51,2 %)

Відповідно до перепису населення 1970 року:
- росіяни (40 %),
- казахи (23 %),
- українці, німці, білоруси, татари, мордва й інші.